# قفص مخملي (مسلسل)
قفص مخملي مسلسل تلفزيوني كويتي من بطولة هيا عبد السلام، فؤاد علي، مرام البلوشي ، بدر الشعيبي، وميثم بدر ، أُنتِج في عام 2023، وهو من تأليف الكاتبة مريم نصير ، ومن إخراج المخرج علي بدر رضا.

## طاقم العمل

### الممثلون
- هيا عبد السلام بدور (شاهة)
- فؤاد علي بدور (عبد اللطيف)
- مرام البلوشي بدور (نورة)
- بدر الشعيبي بدور (أنور)
- ميثم بدر بدور (سالم)
- رونق بدور (بشاير)
- عمر الملا بدور (عيسى)
- عبد الله الفريح (ظهور خاص)
- غرور صفر بدور (فرح)
- رهف العنزي بدور (سلا)

## ملخص القصة
ما بين الماضي والحاضر أشياء عديدة تخفي ملامح القسوة التي غلفت وجه شاهة، فبالرغم من الثراء الذي تعيش فيه، والسعادة التي تبدو عليها، إلا أنها تحمل سرا قديما يجعلها تقسو على أسرتها وعلى شقيقتها مراحب وتزوجها قهرا من عبداللطيف.